# Nina Menkes

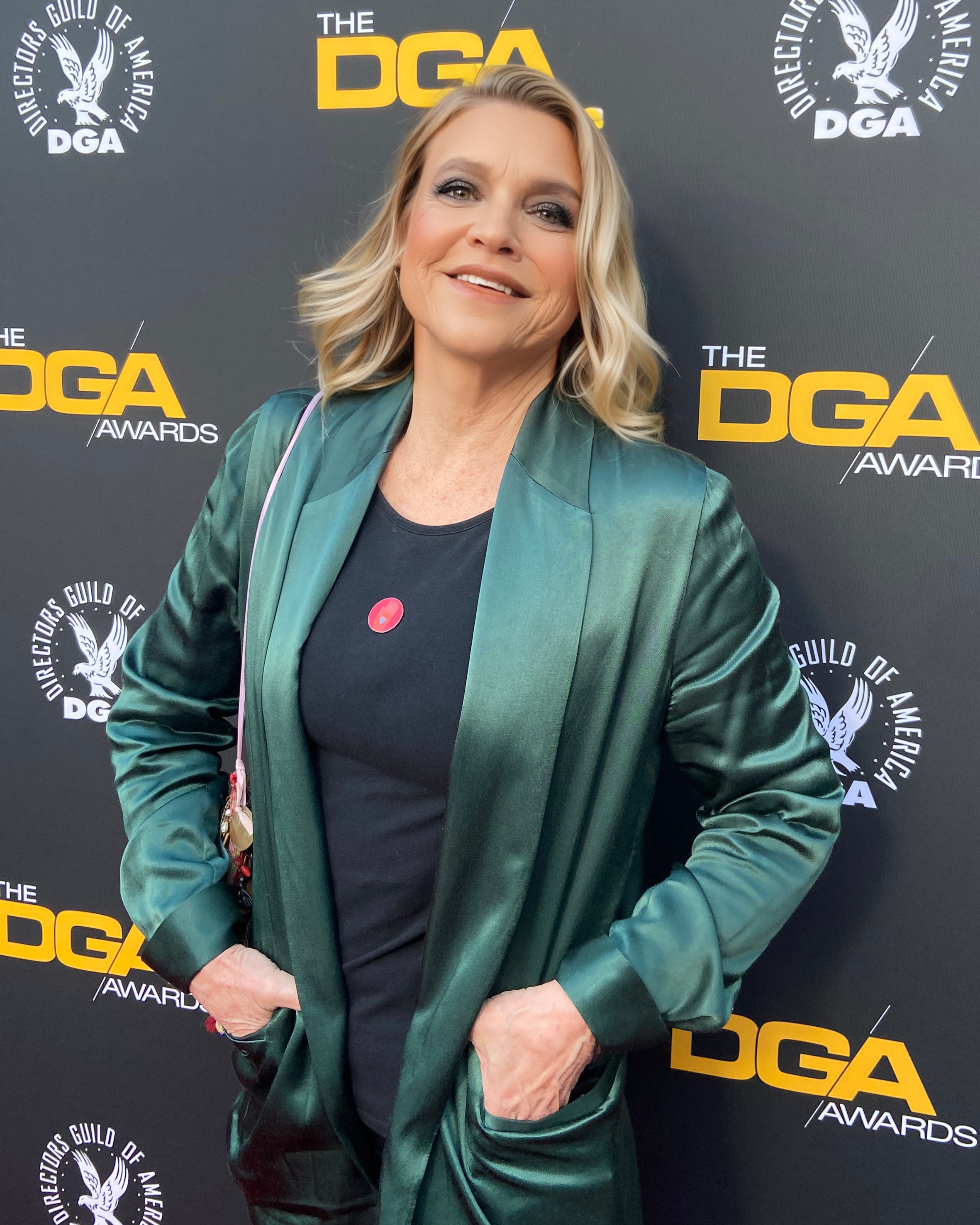
Nina Menkes (2025)

Nina Menkes (anhörenⓘ) ist eine US-amerikanische unabhängige Filmemacherin und Filmwissenschaftlerin. In ihren experimentellen Low-Budget-Filmen übernimmt sie üblicherweise Regie, Drehbuch, Kamera und Schnitt und widmet sich den Geschichten von Außenseiterinnen. Einem breiteren Publikum wurde sie bekannt als Regisseurin des Dokumentarfilms Brainwashed – Sexismus im Kino, den sie aus einer Reihe von Vorträgen am California Institute of the Arts heraus entwickelte. Neben ihrer Tätigkeit als Filmemacherin lehrt Menkes Film.

## Leben und Werk

### Jugend
Menkes’ Mutter stammt aus Berlin, der Vater aus Wien. Beide Eltern waren jüdischen Glaubens und als Kinder durch die Flucht nach Palästina vor den Nazis gerettet worden. Sie zogen zum Studium nach New York und ließen sich schließlich in Kalifornien nieder. Nina Menkes wuchs während der 1960er Jahre in Berkeley auf. Als Teenager widmete sie sich dem Modern Dance und verbrachte einige Zeit in London, um Tanzunterricht zu nehmen. Nach eigener Aussage erwachte ihr Interesse am Film, als sie in London einem Freund bei Kurzfilm-Dreharbeiten half.

### Studium
Zurück in den USA heuerte sie bei einer spanischsprachigen Fernsehstation in San Francisco an und lernte dort das Kamerahandwerk. Anschließend studierte sie an der UCLA School of Theater, Film and Television. Dieses Studium schloss sie 1989 ab.

### Filmschaffen
Während des Studiums drehte sie den elfminütigen Kurzfilm A Soft Warrior, der das Verhältnis zu ihrer Schwester Tinka thematisierte. Tinka Menkes leidet unter Lupus. Als die Schauspielerin, die Tinka spielen sollte, nicht auftauchte, übernahm eine andere Schauspielerin die Rolle und Tinka spielte Nina. Der Film galt als eine der besten Arbeiten der Filmschule im Jahr 1981 und wurde auf einigen Super-8-Festivals gezeigt. Tinka übernahm nun auch in den folgenden Filmen ihrer Schwester Hauptrollen. Außerdem agierte sie als Co-Autorin und Co-Editorin.
In der 38-minütigen 16mm-Produktion The Great Sadness of Zohara (1983) spielt Tinka eine namen- und sprachlose orthodox-jüdische Frau, die sich im Laufe einer spirituellen Reise durch Israel und Marokko zu einer Art Punk-Außenseiterin mit blauem Buzzcut wandelt. In dem Film, den Nina Menkes noch zu Studienzeiten drehte, arbeitet sie bereits mit für ihr Gesamtwerk typischen Themen, Motiven und formalen Elementen: Streng komponierte Einstellungen, der bewusste Einsatz von Farben und Licht und eine experimentelle Tonspur, die die Entfremdung der Hauptfigur hörbar macht.
Anschließend drehte Nina Menkes ihren ersten Langfilm Magdalena Viraga (1986), auch hier übernahm Tinka die Hauptrolle. Wieder wird eine innere Entwicklung gezeigt, diesmal die der traumatisierten und wie betäubt wirkenden Prostituierten Ida, die unter Mordverdacht gerät. Menkes arbeitete beim Dialog mit Texten von Mary Daly, Gertrude Stein und Anne Sexton Mithilfe von Vor- und Rückblenden und in langen Einstellungen spielt sich die Handlung zwischen Bars, Hotelzimmern und einer Gefängniszelle ab. Der Film spielt in einem namenlosen Land und vermeidet bewusst jeden Anschein von Naturalismus. Magdalena Viraga wurde 2012 ins Archiv der Academy of Motion Picture Arts and Sciences aufgenommen.
In Queen of Diamonds (1991) lässt sich eine von Tinka Menkes gespielte Black-Jack-Kartengeberin namens Firdaus (arabisch für „Paradies“) einzelgängerisch, isoliert und gelangweilt durch Las Vegas treiben. Firdaus arbeitet, streift allein durch die Stadt oder pflegt einen Sterbenskranken. Der Film thematisiert Vorstellungen von Lebensglück und Sinnsuche. In einer achtminütigen hypnotischen Einstellung brennt eine Palme. Der für 65.000 Dollar auf 35-mm-Film gedrehte Film lief beim Sundance Film Festival und war einer der ersten Werke einer Frau, die dort eingereicht wurden. Queen of Diamonds wurde 2023 in die Library of Congress aufgenommen.
Zu Bloody Child (1996) wurde Menkes von einem Pressebericht inspiriert. Im Film wird ein Golfkriegsveteran verhaftet, als er in der Mojave-Wüste ein Grab für seine von ihm ermordete Frau aushebt. Nach der Verhaftung verhört ihn eine Marineoffizierin, gespielt von Tinka Menkes. Die Offizierin wird von Visionen der Ermordeten verfolgt. Menkes mischt hier naturalistische mit surrealen Sequenzen, körperlose Stimmen singen Kinderreime oder rezitieren aus Macbeth. Als Darsteller heuerte Menkes wirkliche Marine-Angehörige an, gedreht wurde in der Nähe des Marinestützpunkts Twentynine Palms und in Marokko. Bloody Child ist der letzte von Menkes' Filmen, an denen ihre Schwester Tinka beteiligt war.
Ende der 1990er-Jahre kombinierte sie im Rahmen eines USC-Projekts ihre Filmsprache mit interaktiver Erzählweise. Unterstützt von einem Technik- und Kreativteam schuf Menkes ein interaktives Spiel für die CD-ROM Doors to the Labyrinth. In The Crazy Bloody Female Center bewegen sich die Spieler innerhalb einer klaustrophobischen Bild- und Tonwelt, die sich aus Menkes’ Filmen speist. Um den verstörenden Bildern und Sounds zu entkommen, klicken die Spieler auf bunte Schmetterlinge oder Blumen, landen damit jedoch in anderen, nicht weniger verstörenden Welten. Nur durch Klick auf einen von wenigen „Zaubersternen“ ist ein Entkommen aus dem Labyrinth möglich. Alternativ müssen sich die Spiele dem Monster im eigenen Inneren stellen.
2005 kam der experimentelle Dokumentarfilm Massaker heraus, den Menkes zusammen mit Monika Borgmann, Lokman Slim und Hermann Theissen verantwortete. Die Filmemacher untersuchten darin das Phänomen der kollektiven Gewalt. In dem 90-minütigen Werk kommen sechs ehemalige Soldaten der Forces Libanaises zu Wort, die während der Massaker von Sabra und Shatila an der Ermordung von Tausenden Zivilisten beteiligt waren. Menkes filmte Details wie die wippenden Füße und gestikulierenden Hände der Täter, während die generalamnestierten Männer berichten und ihre Taten sowie deren Vorgeschichte schildern.
2007 widmete die Viennale Menkes unter dem Titel Queen of Diamonds eine eigene Reihe. 2022 wurde sie beauftragt, einen Kurzfilm-Trailer zum 60-jährigen Festivaljubiläum zu drehen. Ihr Kurzfilm Lioness wurde neben den Beiträgen von Claire Denis, Ryusuke Hamaguchi, Albert Serra, Narcisa Hirsch und Sergei Loznitsa präsentiert.
Ebenfalls im Jahr 2007 stellte Menkes ihren Film Phantom Love vor. In diesem in Schwarzweiß gefilmten surrealen Drama ergründet Menkes die innere Reise der Casino-Angestellten Lulu (gespielt von Marina Shoif) und ihre Befreiung aus familiären Verstrickungen. Der Film wurde im MoMa gezeigt und lief u. a. auf dem Sundance Festival.
Als ihr bis dahin zugänglichster Film wird Hitparkut (2010) beschrieben. Wieder in Schwarzweiß gedreht, basiert der Film auf Dostojewskis Verbrechen und Strafe, der Held ist erstmals ein Mann (gespielt von Laiendarsteller Didi Fire). Fire spielt den jungen Israeli Hitparkut, der im arabischen Teil von Tel Aviv lebt und eine Geldverleiherin ermordet. Von Schuldgefühlen geplagt zieht er durch die Stadt und sucht nach Erlösung.
2022 kam Menkes’ zweiter Dokumentarfilm Brainwashed  – Sexismus im Kino heraus. Er gründet auf einer Reihe von Vorträgen, die sie seit 20 Jahren am California Institute of the Arts gehalten hatte und auf ihrer Masterclass Sex and Power: The Visual Language of Oppression. Darin und im Film geht Menkes von Laura Mulveys Konzept des Male gaze aus und stützt sich zusätzlich auf Theorien von Judith Butler und Bell Hooks. Laut Menkes nehmen die meisten Spielfilme den Blick eines männlichen, heterosexuellen Zuschauers ein. Anhand von 175 Filmausschnitten und unterstützt von u. a. Laura Mulvey, Catherine Hardwicke und Julie Dash erläutert Menkes, wie die objektifizierende Bildsprache vieler Filme zur Benachteiligung von Frauen in allen Lebensbereichen beiträgt. Dabei stellt Menkes nicht in Frage, dass es sich bei den gezeigten Klassikern um Meisterwerke handelt, sie kritisiert jedoch das Fehlen des weiblichen Blicks. Brainwashed lief u. a. auf dem Sundance Film Festival, dem London Film Festival und der Berlinale.

### Arbeitsweise und Verbreitung des Werks
In ihren unabhängig produzierten Filmen übernimmt Menkes Regie, Drehbuch, Kamera und Schnitt. Neben der Arbeit als Filmemacherin lehrt sie seit Jahren an Hochschulen wie dem California Institute of the Arts und der University of Southern California. Sie ist seit 2021 Mitglied der Academy of Motion Pictures Arts and Sciences, ca. 300 Filme und Videos von Menkes sind in der Nina Menkes Collection der Academy archiviert.
Menkes’ Filme sind, mit Ausnahme von Brainwashed, so gut wie nie im Kino zu sehen, werden aber immer wieder auf Filmfestivals und in Kinematheken gezeigt.

## Rezeption
Holly Willis vom Magazin Senses of Cinema verglich Menkes’ Filme in ihrer Strenge mit den Werken von Chantal Akerman und Michelangelo Antonioni. Ihren Heldinnen attestierte sie eine Verwandtschaft zu Wanda, die sich im gleichnamigen Film von Barbara Loden durch eine Welt kämpft, von der sie verachtet wird. Bereits 1991 hatte ein Kritiker der Los Angeles Times Menkes’ gelungene lange Einstellungen erwähnt, die ihn an Antonioni erinnerten.
2007 beschrieb das Museum of Modern Art Menkes’ Werke als „traumartig“. In den Filmen werde das Seelenleben von Frauen gezeigt, die häuslicher Gewalt oder anderen Zwängen ausgesetzt seien. Die nuancenreichen Filme zeichneten sich durch farbstarke, surreale und oft verstörende Bilder aus. Auf der Tonspur werde eine Gleichzeitigkeit von innerer und äußerer Welt der Protagonistinnen suggeriert.
Auch Filmtheoretiker John Gianvito erwähnte 2008 im Magazin Cinema Scope die langen Einstellungen als typisch für Menkes. Er verglich ihre Kameraarbeit mit der von Babette Mangolte in Akermans Jeanne Dielman. Menkes’ Stil zeichne sich durch visuelle Strenge und die Unbeweglichkeit der Kamera aus. Die Regisseurin verwende entweder Totalen oder extreme Nahaufnahmen, was im ersten Fall oft die Entfremdung der Protagonistinnen von sich selbst, im zweiten deren Blick ins eigene Innere verdeutliche.
Das British Film Institute setzte Menkes’ Queen of Diamonds 2022 auf Platz 72 der Liste der „100 übersehensten Filme von Regisseurinnen“. Laut Selina Williams nimmt Menkes einen „unverwechselbaren, aber übersehenen“ Platz im US-amerikanischen Independent-Kino ein. Die Ästhetik der Filmemacherin verbinde Baudrillards Begriff des Hyperrealen mit Chantal Akermans feministischer Gesellschaftskritik.
Laut Katie Driscoll, ebenfalls British Film Institute, unterscheide sich der Essayfilm Brainwashed formal deutlich vom restlichen Werk der Filmemacherin, das sich stets um die Entfremdung seiner Protagonistinnen drehe. Die neue Form ermögliche es Menkes besser, ihre persönliche und politische Haltung auszudrücken. Man könne sich nun die Protagonistinnen der früheren Menkes-Filme vorstellen, wie sie trotzig den Zuschauerblick erwiderten.

## Filmografie
- 1981: A Soft Warrior (Kurzfilm)
- 1983: The Great Sadness of Zohara
- 1986: Magdalena Viraga: Story of a Red-Sea Crossing
- 1991: Queen of Diamonds
- 1996: The Bloody Child
- 2005: Massaker
- 2007: Phantom Love
- 2010: Hitparkut
- 2022: Brainwashed – Sexismus im Kino
- 2022: Lioness (Kurzfilm)

## Andere Werke
- 1999: Doors to the Labyrinth. The Crazy Bloody Female Center (interaktives Spiel auf CD-ROM)

## Auszeichnungen (Auswahl)
- 1986: Preis der Los Angeles Film Critics Association, Sparte Experimental/Independent Film/Video, für Magdalena Viraga[41]
- 1992: Guggenheim-Stipendium[42]
- 2010: Regie-Preis des Jerusalem Film Festival für Hitparkut[43]
- 2019: Mar del Plata International Film Festival Lifetime Achievement Award[44]
- 2022: Indie Star Award des polnischen American Film Festival[45]